# Herz-Jesu-Kirche (Bremerhaven-Geestemünde)

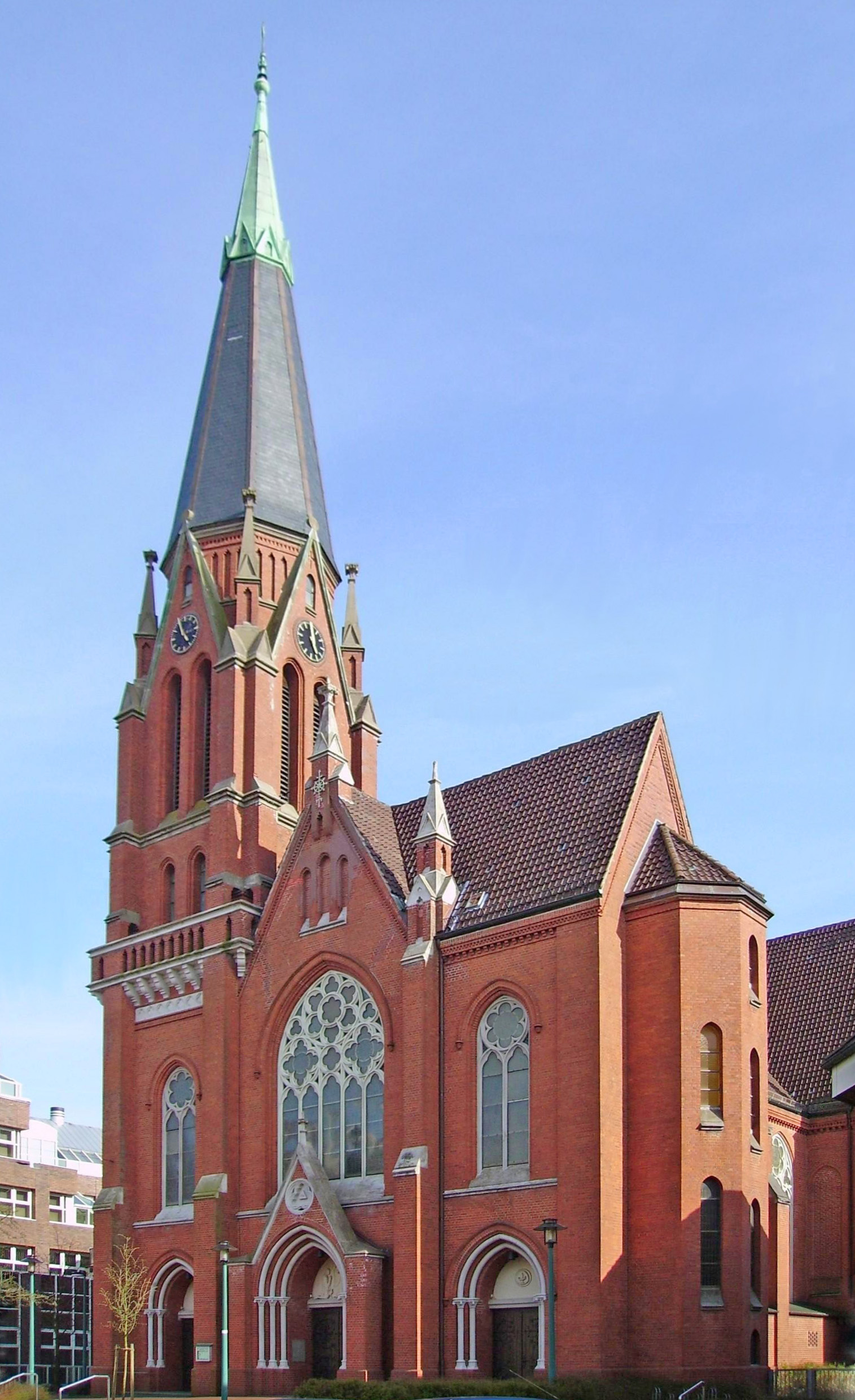
Herz-Jesu-Kirche, Turmfassade (Nordseite)

Die Kirche Hl. Herz Jesu ist die römisch-katholische Pfarrkirche des Bremerhavener Stadtteils Geestemünde, zwischen Bucht- und Grashoffstraße in der Nähe vom Hauptbahnhof. Die neugotische Hallenkirche wurde 1910/11 nach Plänen von Heinrich Flügel erbaut. Ihre gleichnamige Pfarrgemeinde gehört zum Dekanat Bremerhaven im Bistum Hildesheim.

## Geschichte
In der 1827 gegründeten Stadt Bremerhaven war 1867 die katholische Kirche Unbefleckte Empfängnis Mariä gebaut worden. Das weitere Industrie- und Bevölkerungswachstum führte ab 1900 zur gleichzeitigen Planung von eigenen Pfarrkirchen für die damals noch selbstständigen Gemeinden Geestemünde und Lehe. Die Realisierung rückte näher, als eine anonyme Spenderin für den Bau der beiden neuen Kirchen 60.000 Mark in Aussicht stellte – mit der Bedingung, dass beide das Patrozinium Heiligstes Herz Jesu erhalten sollten. Den in Geestemünde auf Initiative von Pfarrer Ludwig Querl bereits 1906 entstandenen Kirchbauverein St. Willehad gewann Bischof Bertram persönlich für den neuen Namen.
1909 wurde das Baugrundstück, auf dem die Kirche steht, angekauft. Unter drei vorliegenden Entwürfen der Architekten Heinrich Flügel aus Bremen, Maximilian Jagielski aus Hannover, der die Herz-Jesu-Kirche in Lehe baute, und Wübben aus Berlin fiel die Entscheidung für den Plan des Bremer Baurats Heinrich Flügel. Am 31. Juli 1910 erfolgte die Grundsteinlegung durch Pastor Josef Evers. Am 14. September 1911 bekam die bereits zum 1. April 1908 gegründete Kuratie Geestemünde mit Pastor Aloys Henkel, der zuvor Kaplan in Linden bei Hannover war, erstmals einen eigenen Priester. Am 17. September 1911 vollzog Bischof Adolf Bertram die Kirchweihe. Die Gesamtkosten betrugen schließlich 235.000 Mark. 1912 gehörten der Herz-Jesu-Gemeinde 2392 Mitglieder an.
Mit Wirkung vom 7. März 1919 wurde die Kuratie Geestemünde zur Pfarrei erhoben. 1934 bekam die Herz-Jesu-Kirche erstmals ein eigenes Pfarrhaus, als ein Haus in der Carlstraße (heute Raabestraße) angekauft wurde. Im Zweiten Weltkrieg wurden die Herz-Jesu-Kirche und das Pfarrhaus am Abend des 18. September 1944 Opfer eines Luftangriffs und brannten aus. Die Gemeindemitglieder mussten fortan zum Gottesdienst in den Gemeindesaal in Lehe gehen.
Nach dem Zweiten Weltkrieg wuchs die Herz-Jesu-Pfarrei durch den Zustrom katholischer Heimatvertriebener stark an. Die Gottesdienste fanden nun in der evangelischen Christuskirche und auf der notdürftig als Notkapelle hergerichteten Orgelempore der Herz-Jesu-Kirche statt. Schon vor der Währungsreform 1948 war das Pfarrhaus durch Eigenleistung der Gemeindemitglieder wieder hergerichtet worden. 1948 erfolgte die Gründung des Kirchbauvereins Herz-Jesu, um die zerstörte Herz-Jesu-Kirche unter der Leitung von Baurat Karl Zeh wieder instand zu setzen. 1949 wurde das Kirchendach eingedeckt, und Ostern 1950 fand der erste Gottesdienst in der Kirche statt. Am 17. September 1950, 39 Jahre nach der Kirchweihe, weihte Generalvikar Wilhelm Offenstein die Kirche wieder ein. 1952 bekam die Kirche wieder eine Orgel, da auch die ursprüngliche Orgel 1944 zerstört worden war. Mitte der 1950er Jahre wurde an der Grashoffstraße ein neues Pfarrhaus erbaut, im alten Pfarrhaus an der Raabestraße wurde der Kindergarten St. Michael eingerichtet. 1958 bekam er im 1. Obergeschoss eine Hauskapelle. 1959 bekam die Herz-Jesu-Pfarrei mit der St.-Nikolaus-Kirche in Wulsdorf erstmals eine Filialkirche, 1961 wurde die Gemeinde Wulsdorf von der Herz-Jesu-Pfarrei abgetrennt und selbstständig. 1970 fand eine Renovierung der Herz-Jesu-Kirche statt, bei der auch der Altar nach der Liturgiereform des Zweiten Vatikanischen Konzils am 19. Dezember 1970 durch Bischof Heinrich Maria Janssen neu geweiht wurde. 1972 entstand nach Plänen des Architekten und Gemeindemitgliedes Josef Voßhans das Pfarrheim, das am 6. Januar 1973 durch Generalvikar Adalbert Sendker (1912–1993) eingeweiht wurde.
Zusammen mit den Filialgemeinden in Loxstedt (St. Johannes der Täufer) und Wulsdorf (St. Nikolaus), die seit dem 1. November 2006 zur Pfarrei gehören, zählt sie heute (2008) 7.049 Mitglieder.

## Architektur und Ausstattung
Die Herz-Jesu-Kirche ist ein Backsteinbau in Nord-Süd-Ausrichtung. Das Langhaus umfasst nur zwei kurze Joche mit schmalen, fast gleich hohen Seitenschiffen. Nach Süden schließt sich die quadratische Vierung mit zwei kurzen Querhausarmen, an diese der 5/8-Chor an. Den Querhausarmen sind auf der Südseite 3/6-Apsiden angefügt. Haupt- und Seitenschiffe tragen Kreuzrippen-, der Chor ein Sterngewölbe.
Prägend für das äußere Erscheinungsbild ist der hohe und mit Maßwerkfenstern und Giebeln reich gegliederte Portalriegel im Norden. Er hat die Funktion eines Narthex und trägt auf der Ostseite den 53 Meter hohen Turm, der mit Strebepfeilern, vier Giebeln, acht Fenstern und Spitzhelm gestaltet ist.
Der Innenraum ist weiß gehalten. Säulen, Bögen und Laibungen sind durch dunklere Farbgebung hervorgehoben. Altar, Tabernakelstele, Taufstein und Sedilien sind im späten 20. Jahrhundert von Walter Mellmann in schlichten Formen aus Römischem Travertin gearbeitet worden. Der ebenfalls von Walter Mellmann gestaltete Ambo ist aus Bronze. Aus derselben Zeit stammen die meisten der großen und farbenreichen Bleiglasfenster, die den Raum in wechselndes Licht tauchen.
Im Altar sind Reliquien der hl. Chrysanthus und Daria und der hl. Gefährtinnen der hl. Ursula eingeschlossen.

## Orgel
Bereits zur Einweihung der Kirche erklang die erste Orgel, die von Speith Orgelbau aus Rietberg mit neun Registern erbaut worden war. Nachdem die Kirchengemeinde die Raten für die Orgel nicht mehr bezahlen konnte, baute der Orgelbauer die Orgel im Juli 1912 wieder ab.
Im Herbst 1912 erwarb die Kirchengemeinde eine gebrauchte Orgel des Orgelbauers Gelhar aus Bremen, die zuvor in einer Freimaurerloge genutzt worden war. Da sich diese Orgel als wenig geeignet erwies, wurde sie 1928 an die Baptistengemeinde Geestemünde verkauft.
Anton Feith stellte 1928 die dritte Orgel mit 21 Registern der Herz-Jesu-Kirche auf. Sie stammte in Teilen aus einer Kirche in Nieheim, die meisten Register wurden jedoch neu angefertigt. Im Zweiten Weltkrieg brannte sie am 18. September 1944 ab.
1952 erwarb die Herz-Jesu-Gemeinde vom Orgelbauer Paul Rother aus Hamburg eine gebrauchte Orgel, die 1955 auf zehn Register erweitert wurde.
Im Zuge der Renovierung, die nach der Liturgiereform nötig wurde, kam der Wunsch auf, die inzwischen schadhafte Orgel zu ersetzen. Am 20. Oktober 1974 wurde in einem Hochamt die neue Orgel von G. Christian Lobback mit elektro-pneumatischer Registersteuerung und mechanischer Spieltraktur von Generalvikar Adalbert Sendker eingeweiht.
| I Hauptwerk C–g3 |       |
| Gedacktpommer    | 16′   |
| Prinzipal        | 8′    |
| Koppelflöte      | 8′    |
| Oktave           | 4′    |
| Spitzflöte       | 4′    |
| Quinte           | 2 ⁄3′ |
| Gemshorn         | 2′    |
| Mixtur VI        | 1 ⁄3′ |
| Trompete         | 8′    |

| II Schwellwerk C–g3 |        |
| Gedackt             | 8′     |
| Quintade            | 8′     |
| Prinzipal           | 4′     |
| Rohrflöte           | 4′     |
| Prinzipal           | 2′     |
| Terzian II          | 1 3⁄5′ |
| Scharf V            | 1′     |
| Rankettregal        | 8′     |
| Tremulant           |        |

| Pedal C–f1 |         |
| Untersatz  | 16′     |
| Prinzipal  | 8′      |
| Gedackt    | 8′      |
| Piffaro II | 4′ + 2′ |
| Posaune    | 16′     |
| Trompete   | 8′      |

- Koppeln: II/I, I/P, II/P
- Spielhilfen: 2 freie Kombinationen, Tutti

## Glocken
Im Jahre 1911 lieferte die Glockengießerei Otto aus Hemelingen/Bremen für die neu gebaute Herz Jesu-Kirche drei Bronzeglocken, von denen aber zwei schon 1917 der Glockenbeschlagnahme des Ersten Weltkrieges zum Opfer fielen und eingeschmolzen wurden. Der Gemeinde blieb nur die kleinste Glocke, eine f1-Glocke mit einem Durchmesser von 1180 mm und einem Gewicht von 1030 kg. Über 84 Jahre lang konnte nur mit der verbliebenen „Bernwardsglocke“ (Schlagton f1) von 1911 geläutet werden, bis im Jahr 2001 die Herz-Jesu-Kirche drei neue Glocken erhielt, die von der Firma Baggert in Heilbronn wie die Vorgänger von 1911 in der sogenannten Otto-Rippe gegossen wurden. Heute besitzt die Gemeinde nun ein tontiefes und weit hörbares 4-stimmiges Bronzegeläut. Es ist das schwerste Geläut Bremerhavens und die Christusglocke zugleich die größte Glocke der Stadt. Alle Glocken hängen in einem neuen Holzglockenstuhl (eingerichtet für 5 Glocken) an geraden Jochen.
| Nr. | Name            | Gussjahr | Gießer und Ort                   | Masse (kg) | Schlagton |
| --- | --------------- | -------- | -------------------------------- | ---------- | --------- |
| 1   | Christusglocke  | 2001     | Bachert, Heilbronn               | 2480       | c1        |
| 2   | Marienglocke    | 2001     | Bachert, Heilbronn               | 1450       | es1       |
| 3   | Bernwardsglocke | 1911     | Glockengießerei Otto, Hemelingen | 1030       | f1        |
| 4   | Michaelsglocke  | 2001     | Bachert, Heilbronn               | 670        | g1        |